# Liste bedeutender Seeunfälle 1921–1930
Diese Liste bedeutender Seeunfälle 1921–1930 enthält Unfälle der Seeschifffahrt mit Toten oder hohen Sachschäden im dritten Jahrzehnt des 20. Jahrhunderts.

## Liste
| Datum                     | Name                               | Tote   | Hergang |
| ------------------------- | ---------------------------------- | ------ | --- |
| 2. Januar 1921            | Santa Isabel                       | 213    | Das spanische Passagier- und Frachtschiff Santa Isabel (2.492 BRT), auf der Fahrt von Bilbao nach Cádiz, lief im Sturm in der Bucht von Ría de Arousa auf Klippen auf und sank. Von den 84 Besatzungsmitgliedern und 185 Passagieren an Bord überlebten lediglich 56 Personen (27 Seeleute und 29 Passagiere) das Unglück; 213 Menschen ertranken. |
| 20. Januar 1921           | K5                                 | 57     | In den nördlichen Ausläufern der Biskaya, etwa 120 Seemeilen südwestlich der Scilly-Inseln, sank der britische U-Kreuzer K5 (1.980 ts) während eines Manövers mit der gesamten Besatzung (57 Tote). Vermutlich war das U-Boot infolge eines technischen Defektes unter seine Zerstörungstauchtiefe abgesunken und implodiert. |
| 26./27. Januar 1921       | Hewitt                             | 42     | Der amerikanische Frachtdampfer Hewitt (5.398 BRT) der Union Sulphur Company, mit einer Landung Schwefel auf dem Weg von Texas nach Portland (Maine), verschwand in einem schweren Sturm vor der Küste von North Carolina. Von dem Schiff und seiner 42 Mann starken Besatzung wurde nie wieder eine Spur gefunden. |
| 31. Januar 1921           | Carroll A. Deering                 | 11     | Der amerikanische Fünfmastgaffelschoner Carroll A. Deering (2.114 BRT), auf dem Weg von Rio de Janeiro nach Newport News, strandete in schwerem Sturm auf den Untiefen vor Cape Hatteras und wurde zum Totalverlust. Von der Besatzung (11 Mann) wurde trotz intensiver Suche niemand gerettet, da diese offenkundig das Schiff vor der Strandung in Beibooten verlassen hatte und mit hoher Wahrscheinlichkeit im Sturm zu Tode gekommen war. |
| 5. Februar 1921 (?)       | Esperanza De Larrinaga             | 40     | Der britische Frachtdampfer Esperanza De Larrinaga (4.981 BRT) verließ am 2. Februar 1921 den Hafen von Norfolk (Virginia), Zielhafen war Reggio Calabria. Das Schiff verschwand danach spurlos mit der gesamten Besatzung von 40 Personen. Vermutlich geriet der Frachter in den gleichen schweren Sturm, der auch zum Verlust der Monte San Michele und der Ottawa (siehe beide unten) geführt hatte. Am 18. April 1921 wurde das Schiff bei Lloyd’s Register als verschollen deklariert. |
| 6. Februar 1921 (?)       | Ottawa                             | 34     | Der britische Tanker Ottawa (2.742 BRT), auf dem Weg vom Golf von Mexiko nach Manchester, geriet vor der Ostküste der USA, etwa 360 Seemeilen östlich von Delaware, in die Ausläufer eines Hurrikans. Das Schiff sank um den 6. Februar 1921 im Sturm, die genaue Untergangsposition ist unbekannt. Alle 34 Besatzungsangehörigen fanden den Tod. Von dem Tanker wurde nie eine Spur gefunden. |
| 8. Februar 1921 (?)       | Monte San Michele                  | 27     | Der italienische Massengutfrachter Monte San Michele (6.547 BRT), auf dem Weg vom New York nach Genua, geriet rund 600 Seemeilen ostnordöstlich der Bermudainseln in die Ausläufer eines Hurrikans. Das Schiff sank um den 8. Februar 1921 im Sturm, die genaue Untergangsposition sowie die Ursache des Sinkens sind unbekannt (die letzte bekannte Position lag bei 36° 0′ N, 49° 40′ W). Alle 27 Besatzungsangehörigen fanden den Tod. Weder Trümmer noch Leichen wurden je gefunden. |
| 26. Februar 1921          | Woolsey                            | 16     | Nahe der Isla Coiba vor der Westküste Panamas (Westausfahrt des Panamakanals) wurde der US-amerikanische Zerstörer Woolsey (1.154 ts) versehentlich von dem US-Frachtschiff Steel Inventor gerammt. Der Zerstörer brach auseinander und sank mit 16 Besatzungsangehörigen an Bord, wobei eine Leiche später geborgen werden konnte. 117 Besatzungsangehörige überlebten. |
| 5. März 1921              | Madimba                            | 43     | Der belgische Frachtdampfer Madimba (3.568 BRT) kollidierte in den Nachtstunden nahe dem Ruytingen-Feuerschiff (bei Dunkerque) mit dem belgischen Frachter Italier und sank innerhalb weniger Minuten. In der Dunkelheit konnte von den 43 Personen an Bord des Schiffes niemand gerettet werden. |
| 18. März 1921             | Hong Moh                           | ~1.000 | Das Schiff war von Hongkong in die Städte Amoy und Swatow unterwegs. Diese beiden benachbarten Gemeinden lagen miteinander im Streit. Es gab bereits Konflikte unter den Passagieren und als ein Hafenlotse erklärte, wegen Niedrigwassers müsse zunächst der Hafen von Amoy angefahren werden, eskalierte die Situation. Die Fahrgäste rebellierten und die Besatzung verschanzte sich mit Gewehren am Bug. Das Schiff lief daraufhin führerlos auf die Sandbank in der Hafeneinfahrt Swatows und schlug leck. Die Passagiere begannen, mit Messern, Dolchen, Beilen und Pfeilen um die Plätze in den Rettungsbooten zu kämpfen, bevor der Kapitän den Befehl gab, zu feuern. Andere Schiffe konnten der Hong Moh auf Grund des starken Niedrigwassers nicht zu Hilfe kommen und sie sank. Die meisten Opfer starben nicht durch Ertrinken, sondern bei den Gefechten an Bord. |
| 25. März 1921 (?)         | Conestoga                          | 56     | Der Hochseeschlepper Conestoga (420 BRT) der United States Navy verschwand am oder nach dem 25. März 1921 auf dem Weg von der Mare Island Naval Shipyard nach Pearl Harbor aus ungeklärten Gründen. Mit dem Schiff gingen alle 56 Besatzungsangehörigen unter. Das Wrack wurde 2016 vor der Küste bei San Francisco aufgefunden. |
| Mitte Juni 1921 (?)       | Canastota                          | 49     | Der britische Frachtdampfer Canastota (4.904 BRT) verließ am 13. Juni 1921 den Hafen von Sydney (Zielhafen war Wellington) und wurde danach nie wieder gesehen. Alle 49 Personen an Bord kamen beim Untergang ums Leben. Möglicherweise sank das Schiff nach einer Explosion an Bord (der Frachter hatte auch Benzinfässer geladen), da im Juli 1921 verbrannte Trümmer, die dem Schiff zugeordnet werden konnten, an der Küste der Lord-Howe-Insel angeschwemmt wurden. |
| 26. Juni 1921             | Fitzroy                            | 31     | Das kleinere australische Passagierfrachtschiff Fitzroy (623 BRT), auf dem Weg von Coffs Harbour nach Sydney, kenterte nahe Cape Hawke in einem starken Orkan. Von den 35 Personen an Bord kamen 31 ums Leben, darunter auch der Kapitän. Vier Besatzungsangehörige konnten mit Beibooten die Küste erreichen. |
| 6. August 1921            | Alaska                             | 42     | Vor der kalifornischen Küste, südwestlich von Eureka, lief der US-amerikanische Passagierdampfer Alaska (3.709 BRT) der Alaska Steamship Company in dichtem Nebel auf das Blunts Reef auf und sank. Von den 214 Menschen an Bord kamen 42 ums Leben (31 Passagiere und elf Crewangehörige). Ein großer Teil der Passagiere konnte vom britischen Frachter Anyox gerettet werden. |
| 9. Oktober 1921           | Rowan                              | 22     | Im Nordkanal wurde das britische Fracht- und Passagierschiff Rowan (1.493 BRT) in dichtem Nebel zuerst von dem US-Frachter West Camak und danach noch von dem britischen Dampfer Clan Malcolm (der zur Hilfeleistung herbeieilen wollte) gerammt. Das Schiff brach auseinander und sank innerhalb von nur zwei Minuten. Von den 97 Personen an Bord kamen 22 ums Leben. |
| 23. Oktober 1921          | Brandaris                          | 4      | Von der Rückfahrt von einem vergeblichen Rettungseinsatz, der havarierte deutsche Schoner Liesbet konnte wegen des zu großen Tiefgangs des Bootes nicht erreicht werden, kehrte das auf Terschelling stationierte Motorrettungsboot Brandaris während eines Orkans nicht zurück. Boot und Besatzung wurden nie gefunden. Die Besatzung des Schoners wurde durch ein Ruderrettungsboot gerettet. |
| 4. November 1921 (?)      | Député Gaston Dumesnil             | 25     | Der französische Frachtdampfer Député Gaston Dumesnil (2.014 BRT), auf dem Weg von Penarth nach Rouen, sank um den 4. November 1921 aus unbekannten Gründen im Bristolkanal mit der gesamten Besatzung (25 Mann). Sechs Leichen wurden später an der Küste von Cornwall angeschwemmt. Die Untergangsursache ist unklar, möglicherweise war das Schiff auf eine Mine aus dem Ersten Weltkrieg gelaufen. |
| 30. Dezember 1921         | Adderstone                         | 19     | Der britische Frachter Adderstone (1.532 BRT), mit einer Ladung Kohlen auf dem Weg von Newcastle upon Tyne nach Hamburg, verschwand aus ungeklärten Gründen in der Nordsee. Vermutlich war das Schiff im Sturm und nach einem Verrutschen der Ladung gesunken. Von der 19 Personen zählenden Besatzung überlebte niemand. |
| 23. Februar 1922          | H42                                | 26     | Vor der Straße von Gibraltar kollidierten in den Vormittagsstunden bei einem Manöver versehentlich der britische Zerstörer Versatile und das britische U-Boot H42 (423 ts) miteinander. Das U-Boot sank sofort und riss die komplette Besatzung von 26 Mann mit in die Tiefe. |
| 20. Mai 1922              | Egypt                              | 87     | Der britische Passagierdampfer Egypt war auf dem Weg von Tilbury nach Bombay, als er 25 Seemeilen vor der französischen Insel Ouessant in dichtem Nebel von dem französischen Frachtschiff Seine gerammt wurde und innerhalb von 20 Minuten sank. Mit dem Schiff gingen Gold- und Silberbarren im Wert von über 1 Million britischer Pfund verloren, weshalb das Wrack des Dampfers in den 1930ern zum Ziel einer großen Bergungsaktion wurde. |
| 9. Juli 1922              | El Kahira                          | 29     | Der britische Frachter El Kahira (2.034 BRT) der Trading & Coaling Company, mit einer Zuckerladung auf der Fahrt von London nach Algier, sank am 9. Juli 1922 in einem starken Sturm im Ärmelkanal. Zuletzt war der Dampfer an diesem Tag nahe der Casquets gesichtet worden, danach galt das Schiff als vermisst. Von den 29 Menschen an Bord überlebte niemand. Lediglich der Leichnam des Kapitäns wurde am 1. August 1922 an der französische Küste angespült. Spätere Untersuchungen brachten ans Licht, dass sich das Schiff in einem nicht mehr seetüchtigen Zustand befunden hatte. |
| 8. August 1922            | Raleigh                            | 12     | An der Küste von Labrador, in der Belle-Isle-Straße, lief der britische Kreuzer Raleigh im dichten Nebel und infolge zu hoher Geschwindigkeit auf Grund und wurde zum Totalverlust. Zwölf Seeleute ertranken bei der Evakuierung des Schiffes. Nach erfolglosen Bergeversuchen wurde das Wrack im September 1926 durch Sprengungen endgültig zerstört. |
| 2. August 1922            | Gondia                             | 69     | Der britische Frachter Gondia (5.286 BRT) der British India Steam Navigation Company, auf dem Weg von Singapur nach Shanghai, geriet am 2. August 1922 im Südchinesischen Meer in die Ausläufer eines Taifuns und gilt seitdem als vermisst. Weder von dem Schiff noch von den insgesamt 69 Menschen an Bord wurde je wieder eine Spur gefunden. Es wurde später gemutmaßt, dass der geladene Reis nach einem Wassereinbruch im Sturm aufgequollen war und die Ladeluken gesprengt haben könnte. |
| 26. August 1922           | Niitaka                            | 296    | Vor der Südwestküste Kamtschatkas strandete der japanische Geschützte Kreuzer Niitaka in einem Taifun und kenterte in Küstennähe. 296 Besatzungsangehörige ertranken oder kamen im Sturm um. Nur 15 Mann überlebten die Katastrophe. |
| 26. August 1922           | France                             | 3      | Bei Quiberon lief das französische Schlachtschiff France (22.189 ts) im Sturm auf einen in den Seekarten nicht verzeichneten Felsen auf und sank innerhalb von drei Stunden. Drei Mann der Besatzung kamen ums Leben. |
| 28. August 1922           | Itata                              | 316    | Das chilenische Passagierdampfschiff Itata (1.971 BRT), auf dem Weg von Valparaíso nach Coquimbo, sank in einem starken Sturm vor Coquimbo, nachdem Kreuzseen einen Ruderschaden verursacht hatten. Mit dem überladenen Schiff gingen vermutlich 316 Menschen unter, nur 13 Überlebende sollen später die Küste erreicht haben. |
| 27. März 1923             | Amy Turner                         | 11     | Vor der Insel Guam strandete der von Newcastle nach Manila laufende australische Frachtsegler Amy Turner (991 BRT) in einem starken Orkan. Mit dem Schiff gingen elf Seeleute unter. Vier Überlebende konnten sich ans Ufer retten. |
| 9. Februar 1923           | Adolf Vinnen                       | 0      | Die Adolf Vinnen der in Bremen ansässige Reederei F. A. Vinnen & Co. erlitt nach nur einer Woche Fahrt am 9. Februar 1923 in einem Sturm am westlichen Ausgang des Ärmelkanals östlich des Lizard Point einen Ruderschaden und wurde auf die Felsen getrieben. Die gesamte Besatzung konnte von den Klippen gerettet werden. Das Schiff wurde aufgegeben. |
| 24. April 1923            | Mossamedes                         | 31     | Vor der Küste von Angola (damals eine portugiesische Kolonie) strandete der von Kapstadt nach Lissabon laufende portugiesische Passagierdampfer Mossamedes (4.615 BRT). Von den 237 Menschen an Bord erreichten 206 die Küste und schlugen sich nach Porto Alexandre durch. Insgesamt 31 Personen kamen jedoch ums Leben, als ein Rettungsboot kenterte und ein weiteres (mit 24 Schiffbrüchigen an Bord) auf das offene Meer abgetrieben und nie wieder gesehen wurde. |
| 5. Mai 1923               | Okara                              | 81     | Der britische Frachtdampfer Okara der British India Steam Navigation Company war mit einer Ladung Kohle auf dem Weg nach Rangun, als er im Golf von Bengalen in einen Zyklon geriet. Das Schiff setzte Notrufe ab, die von zwei Schiffen empfangen wurden. Die Schiffe trafen jedoch nicht rechtzeitig ein, bevor die Okara unterging. Von den 81 Menschen an Bord überlebte niemand. |
| 26. Juni 1923             | Sumatra                            | 45     | Der im Dienst der britischen New Guinea Administration stehende, ehemals deutsche NDL-Dampfer Sumatra, auf dem Weg von Sydney nach Rabaul, sank zwischen Port Macquarie und Crescent Head in einem schweren Sturm. Von den 45 Menschen an Bord überlebte niemand das Unglück. |
| 13. Juli 1923             | Swiftstar                          | 32     | Der US-amerikanische Öltanker Swiftstar (8.207 BRT) der Clyde-Mallory Line, auf dem Weg von San Pedro nach Fall River (Massachusetts), verschwand aus ungeklärten Gründen in der Karibik. Nahe der Insel San Andrés wurden später ein Ölfilm, verbrannte Wrackteile und ein Leichnam entdeckt. Es wurde vermutet, dass das Schiff infolge eines Blitzschlages explodiert sein könnte. Beim Untergang kamen alle 32 Besatzungsangehörigen ums Leben. |
| 15. August 1923 (?)       | Baron Blantyre                     | 36     | Vor der Westküste Australiens verschwand aus ungeklärten Gründen der britische Frachter Baron Blantyre (5.193 BRT). Das Schiff hatte am 9. August den Hafen von Durban in Südafrika mit einer Ladung Kohle verlassen und Kurs auf Adelaide genommen. Am 15. August fand der letzte Funkkontakt mit dem Dampfer statt, danach meldete sich das 1916 gebaute Schiff nicht mehr. Von dem Frachter und seiner 36 Mann starken Crew wurde nie etwas gefunden. Der Untergangsort und die Verlustursache sind unbekannt. |
| 18. August 1923           | Loong Sang                         | 25     | Im Hafen von Hongkong sank der unter britischer Flagge laufende Frachter Loong Sang (1.738 BRT) der China Coast Steam Navigation Company während eines starken Taifuns. 25 Besatzungsangehörige ertranken. Die Masten und der Schornstein ragten nach dem Untergang noch aus dem Wasser. |
| 26. August 1923           | España                             | 0      | Vor der Küste Marokkos, nahe Kap Tres Forcas, lief das im Kontext des Rifkrieges dort operierende spanische Schlachtschiff España (14.450 ts) in dichtem Nebel auf Grund. Personalverluste entstanden keine, aber das Schiff konnte nicht mehr abgeborgen werden und wurde, nachdem Teile der Bewaffnung ausgebaut worden waren, aufgegeben. Das Wrack fiel später sukzessiven Stürmen zum Opfer. |
| 8. September 1923         | Schiffskatastrophe bei Honda Point | 23     | Bei Honda Point in Kalifornien liefen neun Zerstörer der United States Navy auf Grund, von denen sieben verloren gingen. Bei diesem größten Schiffsverlust der US Navy im Frieden starben 23 Seeleute. |
| November 1923             | Hermina                            | 10     | Auf der Reise von Danzig nach Kingston upon Hull (England) kenterte der Schoner Hermina (350 BRT) in der Deutschen Bucht vor Sylt. Alle Besatzungsmitglieder kamen bei dem Unglück ums Leben. Das kieloben treibende mastlose Wrack wurde zunächst bei Hörnum (Sylt) angespült, strandete schließlich jedoch auf dem Amrumer Kniepsand. Im Jahre 1926 wurde das Wrack geborgen und wieder in Fahrt gebracht. |
| 10. Januar 1924           | L24                                | 43     | Während eines Scheinangriffs bei einem Manöver der Royal Navy südwestlich der Isle of Portland kollidierte das knapp unter der Wasseroberfläche laufende britische U-Boot L24 (914 ts) mit dem britischen Schlachtschiff Resolution und sank mit der gesamten Besatzung. |
| 16. Januar 1924           | Tacoma                             | 5      | Der US-amerikanische Geschützte Kreuzer Tacoma (3.200 ts) lief infolge von Navigationsproblemen im Sturm vor Veracruz (Mexiko) auf ein Korallenriff und musste nach einer Woche aufgegeben werden. Fünf Menschen kamen bei der Sicherung des Wracks ums Leben. |
| 19./20. Januar 1924       | Chilier                            | 39     | Im Mittelatlantik verschwand der belgische Frachter Chilier (5.105 BRT) aus ungeklärten Gründen mit der gesamten Besatzung von 39 Mann. Das mit Granit beladene Schiff, auf dem Weg von Antwerpen nach Savannah, meldete sich nach dem Eindringen in ein Sturmtief nicht mehr. Eventuell scheiterte der Dampfer in diesem Sturm, wobei die Steinladung ein sehr schnelles Sinken bewirkt haben könnte. Auch eine Monsterwelle könnte den Verlust des Frachters verursacht haben. Trümmer oder Leichen wurden nie gefunden. |
| 11. März 1924             | Wyoming                            | 14     | Südlich von Cape Cod sank der große US-amerikanische Sechsmastgaffelschoner Wyoming (3.730 BRT), auf dem Weg von Norfolk nach St. John, in einem starken Orkan. Die Wyoming war der größte und längste hölzerne Gaffelschoner der Welt. Mit dem Schiff ging die gesamte Besatzung von 14 Seeleuten unter. |
| 11. März 1924             | Santiago                           | 25     | Etwa 60 Seemeilen östlich von Cape Hatteras geriet der US-Frachter Santiago (3.325 BRT), beladen mit Zucker und auf dem Weg von Cienfuegos nach New York City, in einen starken Sturm und sank, nachdem die Lukendeckel der Laderäume undicht geworden waren. Von den 35 Personen an Bord kamen 25 ums Leben. Zehn Besatzungsangehörigen gelang es in ein Rettungsboot überzusteigen, sie wurden am 12. März von dem norwegischen Frachtschiff Cissy gerettet. |
| 19. März 1924             | Ro-25                              | 46     | Vor dem Hafen von Sasebo wurde während eines Manövers das japanische U-Boot Ro-25 (vormals No. 43, 752 ts) von den japanischen Leichten Kreuzer Tatsuta versehentlich gerammt und überlaufen. Das Boot sank auf rund 50 Meter Tiefe ab, wobei ein Teil der Crew noch am Leben war. Das U-Boot konnte allerdings nicht rasch genug von Rettungskräften erreicht werden, so dass die Überlebenden erstickten. Insgesamt kamen alle 46 Besatzungsangehörigen ums Leben. Das U-Boot wurde später gehoben. |
| 12. Juli 1924             | Mississippi                        | 49     | Während eines Übungsschießens vor der Küste Kaliforniens (USA) kam es im zweiten vorderen 35,6-cm-Drillingsturm durch Unvorsichtigkeit beim Nachladen zur Explosion einer Kartusche. 49 Mann der Turmbesatzung kamen ums Leben, neun Mann wurden verletzt. Später löste sich vor Los Angeles aus einem noch nicht freigeschossenen Rohr des Hauptkalibers unbeabsichtigt ein Schuss. Die Granate verfehlte einen vorbeifahrenden Passagierdampfer nur knapp. |
| 13. Januar 1925           | Cardiff Hall                       | 29     | In einem schweren Wintersturm lief der britische Frachter Cardiff Hall (3.994 BRT) nahe Cork auf Grund und wurde vom Seegang zerschlagen. Das mit Mais beladene Schiff, auf dem Weg von Rosario nach Cork, ging mit der kompletten Besatzung von 29 Mann verloren. |
| 21. April 1925            | Raifuku Maru                       | 38     | Der mit einer Ladung Getreide von Boston nach Hamburg laufende japanische Frachter Raifuku Maru geriet vor der US-Ostküste, etwa 350 Seemeilen südwestlich von Halifax, in einen schweren Sturm und sank. Mit dem Schiff, das nach dem Verrutschen der Getreidefracht kenterte, ging die gesamte Besatzung von 38 Mann unter. Der britische Luxusliner Homeric konnte das Sinken beobachten, aber wegen des Sturms niemanden retten, was später zu einer Kontroverse führte. Der Untergang dieses Schiffes ließ später eine Vielzahl von Legenden entstehen, die vor allem mit dem vermeintlich spurlosen Verschwinden von Schiffen im Bermudadreieck in Verbindung stehen. |
| 18. August 1925           | Mackinac                           | 55     | Vor Newport an der Küste des US-Bundesstaats Rhode Island kam es an Bord des Ausflugsdampfers Mackinac mit über 600 Menschen an Bord zu einer Kesselexplosion. 55 Passagiere kamen in den Flammen und dem Rauch ums Leben. |
| 25. September 1925        | S-51                               | 33     | Vor New London (Connecticut) wurde das US-U-Boot S-51 (993 ts) in den Nachtstunden versehentlich von dem Frachtdampfer City of Rome gerammt und überlaufen. Lediglich drei Crewangehörige, die sich zum Kollisionszeitpunkt auf dem Turm befunden hatten, überlebten. 33 Seeleute gingen mit dem Boot unter. Das U-Boot wurde später gehoben und verschrottet. |
| 4. Oktober 1925           | S 2                                | 56     | Während einer Ausbildungsfahrt im Bottnischen Meerbusen lief das finnische Torpedoboot S 2 (254 ts) im Sturm wegen Navigationsfehlern auf ein Riff und sank. Die gesamte Besatzung kam ums Leben. Das Schiff wurde 1926 gehoben und nach einer Untersuchung verschrottet. |
| 12. November 1925         | M1                                 | 69     | Vor der Küste von Devon, nahe des Start Point Lighthouse, wurde der knapp unter der Wasseroberfläche marschierende britische U-Kreuzer M1 versehentlich von dem schwedischen Frachter Vidar gerammt. Durch die Kollision wurde der Geschützturm des U-Kreuzers aufgerissen. Innerhalb von Sekunden lief das Boot voll Wasser und versank. Bei dem Unglück starben alle 69 Besatzungsangehörige des U-Bootes. 1999 wurde das Wrack in 73 Metern Tiefe entdeckt. |
| 1./2. Dezember 1925       | Cotopaxi                           | 32     | Auf dem Weg von Charleston nach Havanna ging der amerikanische Frachter Cotopaxi aus ungeklärten Gründen verloren. Das Schiff sank vermutlich um den 1./2. Dezember in einem Sturm vor der Küste Floridas mit der gesamten Besatzung von 32 Personen. |
| 19./20. Dezember 1925 (?) | Elsdon                             | 17     | In der Nordsee geriet der von Immingham nach Odense fahrende britische Frachter Elsdon (1.521 BRT) aus nicht genau geklärten Gründen mit der gesamten 17 Mann starken Crew in Verlust. Das Schiff, ein Segler mit Hilfsmaschine aus dem Jahre 1914, sank vermutlich um den 19./20. Dezember in einem Schneesturm vor der norwegischen Südküste. Erst als Ende Dezember 1925 Leichen und Mitte Januar 1926 Trümmer gefunden wurden, konnte der Verlust bestätigt werden. |
| 25. Januar 1926           | Laristan                           | 25     | In einem starken Sturm im Nordatlantik erlitt der britische Frachter Laristan (4.293 BRT), nachdem er von einer Monsterwelle getroffen worden war, einen Wassereinbruch und sank. Nach einem Notruf konnte der deutsche Dampfer Bremen dem Havaristen zwar zu Hilfe kommen, aber wegen des schweren Orkans nur sechs Seeleute bergen. 25 Crewangehörige gingen mit dem Frachter unter. |
| 14. März 1926 (?)         | Suduffco                           | 29     | Das US-amerikanische Frachtschiff Suduffco (3.285 BRT) verließ am 13. März 1926 den Hafen von Newark, Zielhafen war Los Angeles. Das Schiff setzte am 14. März 1926 eine letzte Funkmeldung ab, zu diesem Zeitpunkt befand es sich etwa 130 Seemeilen südlich von Sandy Hook, verschwand danach aber spurlos. Die gesamte Besatzung von 29 Personen kam ums Leben. |
| 27. April 1926            | Chichibu Maru                      | 150    | Vor Paramushiru-tō lief das japanische Passagierschiff Chichibu Maru (1.464 BRT) in einem Sturm an der Felsenküste auf Grund und brach auseinander. Der Dampfer Fumi Maru konnte 95 Personen retten, darunter zehn Crewangehörige. 150 Menschen kamen jedoch beim Untergang ums Leben. |
| 27. August 1926 (?)       | Eleanor F. Bartram                 | 10     | Der US-amerikanische Viermast-Gaffelschoner Eleanor F. Bartram (1.114 BRT), mit 1.500 Tonnen Kohle auf dem Weg von Hampton Roads nach Puerto Cabello, ging vermutlich um den 27. August 1926 im Gebiet Bermudadreiecks in einem Hurrikan verloren. Das Schiff hatte am 19. August 1926 den Hafen von Hampton Roads verlassen. Von dem Schiff und der zehnköpfigen Crew fehlt seitdem jede Spur. |
| 22. Oktober 1926          | Valerian                           | 88     | Vor den Bermuda-Inseln geriet die britische Sloop Valerian (1.250 ts) in einen schweren Hurrikan und kenterte nach dem Brechen der Ankerketten nahe dem Gibbs Hill Lighthouse in 15 Meter hohen Wellen. Von der Besatzung von 115 Mann konnten sich wegen des Sturms nur 27 Mann retten, sie wurden am nächsten Tag von einem britischen Kreuzer geborgen. 88 Mann ertranken oder fanden in der Brandung den Tod. |
| 22. Oktober 1926          | Eastway                            | 23     | Der von Norfolk zum Río de la Plata laufende britische Dampfer Eastway (5.832 BRT) sank in einem Sturm im Bermudadreieck, nachdem hoher Seegang die vorderen Ladelukendeckel weggerissen hatte und Wasser in das Schiff eindringen konnte. Mit dem Schiff gingen 23 Seeleute unter. 12 Mann der Crew konnten vom nahestehenden britischen Frachter Luciline aus einem Rettungsboot gerettet werden. |
| 3. Februar 1927           | Sheerness                          | 17     | Das britische Frachtschiff Sheerness (1.274 BRT), auf dem Weg von Glasgow nach Cork, lief südöstlich von Irland auf den Tuskar Rock auf und sank. Von den 31 Besatzungsangehörigen kamen 17 ums Leben, 14 Überlebende wurden von dem britischen Dampfer Kingstown gerettet. |
| 25. Februar 1927          | Stenies                            | 20     | Vor Land’s End, etwa fünf Seemeilen von der Küstenlinie entfernt, stieß im Nebel der griechische Frachter Stenies (2.079 BRT), mit einer Ladung Kohlen auf dem Weg von Cardiff nach Volos, mit dem schwedischen Dampfer Lovisa zusammen. Das griechische Schiff sank sehr schnell und riss 20 von 21 Crewangehörigen mit in die Tiefe. Lediglich der einzige Überlebende konnte von dem schwedischen Schiff gerettet werden. |
| 24. August 1927           | Warabi                             | 103    | Auf dem Rückweg von einem Manöver geriet eine japanische Kreuzer- und Zerstörergruppe in der Nacht des 24./25. August 1927 vor Maizuru in Unordnung. Dabei stieß der Zerstörer Warabi mit dem Kreuzer Jintsū zusammen, kenterte und sank mit 103 Besatzungsangehörigen an Bord. Nur sieben Überlebende wurden von dem Kreuzer in der Dunkelheit gerettet. Auch der Zerstörer Ashi kollidierte mit einem Kreuzer, konnte aber stark beschädigt den Hafen von Maizuru erreichen. |
| 25. Oktober 1927          | Principessa Mafalda                | 312    | Der italienische Luxusdampfer war auf dem Weg von Genua nach Buenos Aires, als vor der brasilianischen Küste die Steuerbordwelle brach. Die gebrochene Welle riss sich von den Fundamenten los und schlug mehrere Löcher in den Rumpf. Das Schiff sank schließlich über das Heck. Von den über 1.000 Menschen an Bord kamen 312 ums Leben. |
| 17. Dezember 1927         | S-4                                | 39     | Vor Provincetown (bei Boston, USA) kollidierte das US-amerikanische U-Boot S-4 (876 ts) beim Auftauchen mit dem Zolldienst fahrenden US-Coast-Guard-Kutter Paulding. Durch die Beschädigung des Druckkörpers sank das U-Boot sofort. Sieben Mann der Besatzung konnten sich zunächst in die ungeladenen Bugtorpedorohre retten. Einem Rettungsschiff gelang es am 18. Dezember Kontakt zu den noch lebenden Besatzungsmitgliedern aufzunehmen. Wegen schlechten Wetters mussten die Rettungsmaßnahmen aber abgebrochen werden. Die gesamte U-Boot-Besatzung kam daher ums Leben. Das U-Boot wurde im März 1928 gehoben. |
| 7. Juli 1928              | Angamos                            | 283    | In einem Sturm wurde die Ruderanlage des chilenischen Transportschiffs Angamos (2.370 BRT) beschädigt. Das steuerlose Schiff trieb auf einen 300 m vor Küste bei Puenta Morguillas (Chile) gelegenen Felsen. Wegen des hohen Seegangs gelang es nicht, die Rettungsboote zu Wasser zu lassen. In der Frühe des 7. Juli brach das Schiff auseinander und sank. Von den 291 Personen an Bord kamen 283 Personen ums Leben; nach anderen Angaben starben alle 291 Menschen an Bord. |
| 6. August 1928            | F14                                | 31     | In der Adria vor den Brijuni-Inseln kollidierte während eines Manövers der italienischen Marine das U-Boot F14 (262 ts) beim Auftauchen mit dem Torpedobootzerstörer Giuseppe Missori. Wegen der Beschädigung des Druckkörpers sank das U-Boot sofort, ein Drittel der Besatzung kam dabei ums Leben. Trotz der unverzüglich eingeleiteten Rettungsarbeiten starben die noch lebenden Seeleute infolge einer Vergiftung mit Chlorgas, das sich durch die Reaktion von eindringendem Seewasser und der Akkumulatorensäure bildete. Das U-Boot konnte zwei Tage später gehoben werden. Insgesamt kamen 31 Seeleute ums Leben. |
| 3. Oktober 1928           | Ondine                             | 43     | Vor Vigo wurde das französische U-Boot Ondine von dem griechischen Frachtdampfer Ekaterina Goulandris in den Nachtstunden, etwa gegen 23:00 Uhr, versehentlich gerammt und überlaufen. Das U-Boot sank sofort und riss die gesamte Besatzung von 43 Seeleuten mit in die Tiefe. |
| 12. November 1928         | Vestris                            | 112    | 250 Seemeilen östlich der Hampton Roads kenterte und sank der britische Passagierdampfer Vestris der Lamport & Holt Line, nachdem ein Sturm Seewasser durch eine offene Ladeluke ins Schiff gedrückt hatte. Ein Drittel der Passagiere und Besatzungsmitglieder kam ums Leben. |
| 12. November 1928         | Mary Stanford                      | 17     | Auf dem Rückweg von einem aufgehobenen Seenotfall kenterte das in Rye Harbour (England) stationierte Rettungsboot Mary Stanford in schwerer See. Alle 17 Besatzungsmitglieder kamen bei dem Unfall ums Leben. Die Besatzung des Schiffes, dem das Rettungsboot zu Hilfe kommen wollte, war bereits durch ein anderes Schiff gerettet worden. |
| Dezember 1928             | København                          | 80     | Die dänische Auxiliar-Fünfmastbark København der Dänisch-Ostasiatischen Kompanie, bei ihrem Bau 1921 das drittgrößte Segelschiff der Welt, verschwand während einer Weltumsegelung auf der Fahrt von Buenos Aires nach Melbourne im Südatlantik spurlos mit der gesamten Besatzung von 60 Mann, davon 45 Kadetten. Trotz intensiver Suche wurden keine Trümmer des Schiffs entdeckt. Vermutet wurde, wie auch bei der Admiral-Karpfanger-Katastrophe im März 1938, eine Kollision mit einem Eisberg. |
| 3. Februar 1929           | Deister                            | 22     | Nach dem Auslaufen vom Vorhafen Oporto beim Queren einer Bank südlich der Duero-Barre aufgelaufen und gesunken. Das Schiff wurde durch die Brandung überflutet. Die Crew rette sich zunächst in die Masten. Tausende Zuschauer mussten hilflos zusehen wie die meisten Männer von einem großen Brecher über Bord gespült wurden. Die Masten brachen, die Kajüte zerbarst und die restlichen Männer fanden den Tod. 17 Opfer wurden auf dem Friedhof von Oporto beerdigt. |
| 9. Juli 1929              | H47                                | 21     | Während eines Manövers kollidierten vor Milford Haven versehentlich die beiden britischen U-Boote H47 (423 ts) und L12 miteinander. Erstgenanntes Boot sank mit 21 Besatzungsangehörigen an Bord, lediglich drei Mann überlebten. |
| 26. Juli 1929             | Devonshire                         | 17     | Während eines Übungsschießen im Mittelmeer kam es in einem 20,3 cm-Doppelturm nach einem Zündversager und nachfolgendem Fehlverhalten der Turmbesatzung zur Explosion einer Kartusche. 17 Mann der Turmbesatzung kamen ums Leben, neun Mann wurden schwer verletzt. |
| 29. August 1929           | San Juan                           | 73     | Der amerikanische Passagierdampfer San Juan (2.152 BRT), der sich mit 110 Menschen an Bord auf dem Weg von San Francisco nach Los Angeles befand, kollidierte bei Pigeon Point in dichtem Nebel mit dem Öltanker Dodd und sank innerhalb weniger Minuten. 53 Passagiere und 20 Besatzungsmitglieder starben. |
| 7. September 1929         | Kuru                               | 136    | Auf dem finnischen Binnensee Näsijärvi in der Nähe von Tampere wurde der Passagierdampfer Kuru bei Windstärke 8 auf der Beaufortskala von hohen Wellen getroffen und kenterte. 136 Passagiere und Besatzungsmitglieder kamen um. Bis heute ist es das schwerste Unglück in finnischen Gewässern. |
| 6. Oktober 1929           | Haakon VII                         | 18     | Das norwegische Hurtigruten-Passagierschiff Haakon VII (1.347 BRT) kam südlich von Florø in einem schweren Sturm vom Kurs ab, lief auf Grund und sank. 18 der 74 Menschen an Bord kamen dabei ums Leben. Die Überlebenden verbrachten die Nacht auf einer kleinen Schäre und wurden am nächsten Morgen gerettet. |
| 6./7. Dezember 1929       | Radyr                              | 21     | Im Bristolkanal sank der mit Kohle beladene britische Frachter Radyr (2.357 BRT) in meterhohen Wellen und bei Windstärken von vermutlich bis zu 200 km/h (112 Knoten). Das von Cardiff nach Bordeaux fahrende Schiff setzte in den Morgenstunden des 7. Dezember noch einen Notruf ab, wurde von da an aber nicht mehr wieder gesehen. In den folgenden zwei Wochen wurden Trümmerstücke und mehrere Leichen nahe Hartland Point angespült. |
| 4. Januar 1930            | Edgar Quinet                       | 0      | Am Cap Blanco bei Oran in Algerien lief das französische Schulschiff Edgar Quinet (ein ehemaliger Panzerkreuzer von 13.800 ts) wegen eines Navigationsfehlers auf einen Felsen auf und musste nachfolgend aufgegeben werden. Die 1.000 Mann starke Besatzung konnte sich retten, das Schiff ging verloren. |
| 23. Januar 1930           | Monte Cervantes                    | 1      | Der deutsche Kreuzliner lief nach einem Navigationsfehler im Beagle-Kanal vor Ushuaia auf Grund und schlug leck. Alle Passagiere konnten gerettet werden und die Besatzung schaffte es sogar noch, das Schiff auf einem Felsenriff aufzusetzen und Gepäck auszuladen. Am nächsten Tag kenterte der Havarist und während sich die Offiziere durch Sprünge ins Wasser in Sicherheit bringen konnten, kam der Kapitän an Bord ums Leben. |
| 10. Juni 1930             | Fairfax                            | 50     | In der Massachusetts Bay, vor der Küstenstadt Scituate, kam es in dichtem Nebel zur Kollision zwischen dem Passagierschiff Fairfax (5.649 BRT) und dem Tanker Pinthis (1.111 BRT), beide liefen unter US-amerikanischer Flagge. Die Pinthis explodierte und sank, wodurch die Fairfax von einem brennenden Ölteppich umgeben wurde. Das Passagierschiff kam aber am Ende frei. Durch den Vorfall kamen alle 19 Besatzungsmitglieder der Pinthis sowie 31 Menschen an Bord der Fairfax ums Leben. |
| 23. November 1930         | Luise Leonhardt                    | 30     | Der Frachtdampfer strandete bei schweren Sturm auf den Untiefen des Großen Vogelsand (Sandbank in der Elbmündung vor Cuxhaven). Dabei kamen alle 30 Besatzungsmitglieder ums Leben. |